# Bruno Foretić
Bruno Foretić (Split, 24. prosinca 1880. – Zagreb, 25. siječnja 1941.), bio je hrvatski isusovac, svećenik i književnik.

## Životopis
Rodio se u Splitu, 24. prosinca 1880. godine. U novicijat isusovačkog reda ulazi 1899. godine u Soresini kraj Cremone. Retoriku i filozofiju je studirao u Kraljevici. Od 1907. do 1908. godine u Skadru je bio prefekt i profesor u isusovačkoj gimnaziji, a teologiju je studirao u Chieriju kraj Torina. Tamo je 1912. godine zaređen za svećenika.
Za vrijeme svoje treće probacije (1912./13.) u Zagrebu je bio učitelj novakâ. Zatim je obnašao službu prefekta bogoslova te je bio profesor crkvenoga govorništva u sarajevskoj Bogosloviji. Od 1916. do 1939. u Zagrebu je djelovao kao tajnik poglavara Hrvatske misije (kasnije provincije). Tada obnaša i službu socija superiora Hrvatske misije Družbe Isusove te vicerektora kolegija od 1920. do 1923. godine.
Bio je voditelj više Marijinih kongregacija i propovjednik te duhovnik Orlovskog saveza. Snažno je promicao djelatnost Katoličke akcije. Nakon zabrane katoličkih udruga (1929.) bio je jedan od vođa križarskog pokreta koji je nastavio djelatnost Katoličke akcije. Godine 1906. napisao je djelo „Život sv. Stanislava”.